# Mercedes-Benz-Transporter

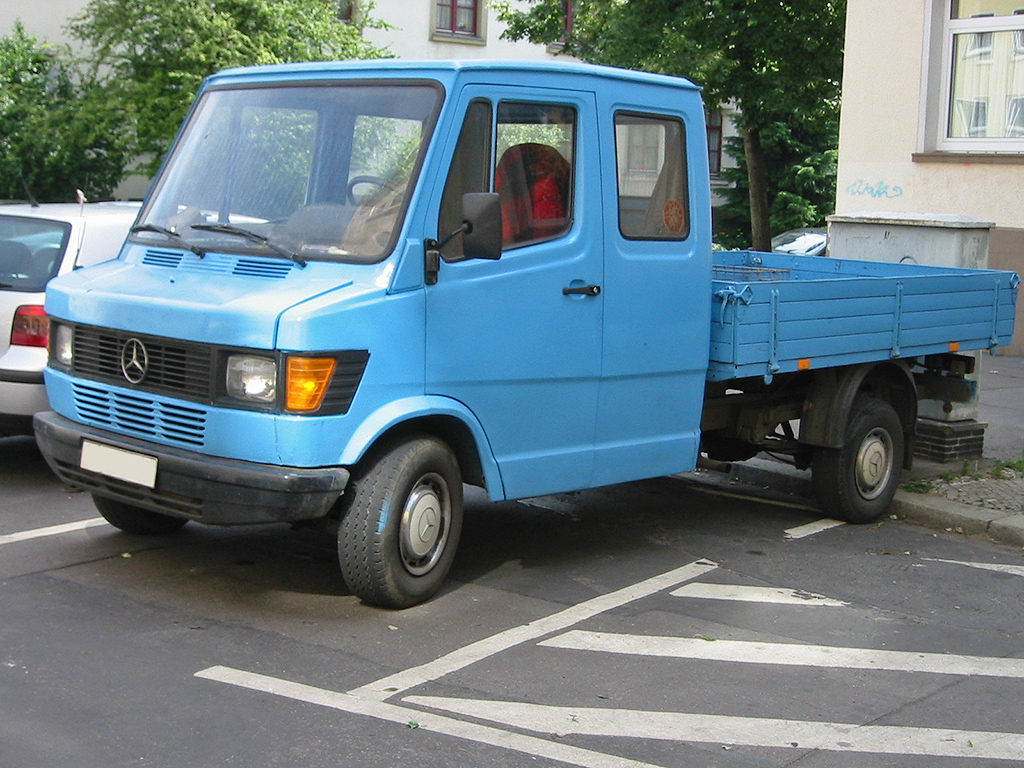
T1-Pritschenwagen mit Doppelkabine, „Bremer Transporter“

Mercedes-Benz-Transporter sind Nutzfahrzeuge von Mercedes-Benz mit einem zulässigen Gesamtgewicht bis 7,5 Tonnen, die vorwiegend als Kastenwagen oder Pritschenwagen gebaut werden. Mercedes-Benz ist einer der größten Hersteller von Transportern in Europa und produziert diese in Düsseldorf (Sprinter), Ludwigsfelde (Sprinter) sowie im spanischen Vitoria (Vito/V-Klasse).
Der Atego mit 6,5 Tonnen in der kleinsten Ausführung zählt nicht zu den Transportern, sondern zu Mercedes-Benz-Lkw.
Konkurrenten im Bereich der Transporter sind unter anderem Volkswagen LT, Ford Transit und Iveco Daily.

## Bezeichnungen
Neben dem Namen sind die Transporter durch eine dreistellige Ziffer gekennzeichnet. Die erste Stelle bezeichnet das Gesamtgewicht in Tonnen und lautet
- 1 beim Vito
- 2, 3, 4, 5, 6 für Sprinter
- 5, 6, 7, 8 für Vario

Die hinteren beiden Stellen bezeichnen, wie auch bei den Mercedes-Benz-Lkw üblich, die durch zehn geteilte, gerundete Leistung in PS.

## Angebotene Karosserieformen
Mercedes-Benz-Transporter werden in vielen verschiedenen Karosserievarianten angeboten. Dazu gehören unter anderem, je nach Modell:
- größere Kleinbusse zur Personenbeförderung
- Kastenwagen zum Materialtransport
- motorisierte Fahrgestelle mit Fahrerkabine zum weiteren Aufbau durch Fremdfirmen
- Pritschenwagen

## Zeitleiste
Seit 1956 bietet Mercedes-Benz Transporter an, die die Lücke zwischen dem Pkw- und dem Lkw-Angebot schließen sollten. Mit der Zeit kamen zu den Transportern auch kleinere Modelle.

## Baureihen
| Bauzeit Produzierte Fahrzeuge | Baureihe                                     | Anmerkung                                              | Bild                                |
| Kleintransporter (2,65 t bis 3,2 t) | Kleintransporter (2,65 t bis 3,2 t)          | Kleintransporter (2,65 t bis 3,2 t)                    | Kleintransporter (2,65 t bis 3,2 t) |
| --- | -------------------------------------------- | ------------------------------------------------------ | ----------------------------------- |
| 1975–1980 | N 1000 / N 1300 (Vitoria-Gasteiz in Spanien) | Weiterentwicklung des DKW F 1000 L                     |                                     |
| 1981–1987 | MB 100 / MB 130 (Spanien)                    | Weiterentwicklung des N 1000 / N 1300                  |                                     |
| 1988–1995 ca. 207.000 Stück | MB 100                                       |                                                        |                                     |
| 1996–2003 ca. 560.000 Stück | W 638                                        | erster Vito, als Pkw unter der Bezeichnung V-Klasse    |                                     |
| 2003–2014 | W/V 639                                      | zweiter Vito, als Pkw unter der Bezeichnung Viano      |                                     |
| seit 2014 | W 447                                        | dritter Vito, als Pkw unter der Bezeichnung V-Klasse   |                                     |
| Mittlere Transporter (2,4 t bis 4,6 t bzw. 6,0 t) |                                              |                                                        |                                     |
| 1970–1977 ca. 304.000 Stück | L 206 und weitere                            | Harburger Transporter (Übernahme von Hanomag-Henschel) |                                     |
| 1977–1995 ca. 970.000 Stück; wird als Lizenzproduktion von Force India in einer neueren Version als Traveller/Shaktiman für den indischen Markt gebaut | T 1 (Baureihen 601 und 602)                  | Bremer Transporter                                     |                                     |
| 1995–2006 Dezember 2005 über 1.300.000 Stück; wird für einige Länder noch im Mercedes-Benz-Werk Argentinien gebaut                                     | Sprinter                                     | als 616 CDI mit 6,0 t und 156 PS                       |                                     |
| 2006–2018 | Sprinter W/V 906                             |                                                        |                                     |
| seit 2018 | Sprinter BR 907 / 910                        |                                                        |                                     |
| Großtransporter (3,5 t bis 7,5 t) |                                              |                                                        |                                     |
| 1956–1967 ca. 140.000 Stück | L 319 und weitere                            | später L 405 (Dieselmotor) bzw. L 407 (Ottomotor)      |                                     |
| 1967–1986 ca. 540.000 Stück | T 2                                          | Düsseldorfer Transporter (erste Generation)            |                                     |
| 1986–1996 138.407 Stück | T 2                                          | Düsseldorfer Transporter (zweite Generation)           |                                     |
| 1996–2013 90.743 Stück | Vario                                        |                                                        |                                     |